# Bronchomalazie
Die Bronchomalazie ist eine Erkrankung, die durch eine Instabilität des Bronchialsystemes gekennzeichnet ist. Zugrunde liegt eine abnorme Weichheit der Knorpels, die die Bronchien offen halten sollen, so dass es zu einer mindestens 50 %igen Lumeneinengung zum Zeitpunkt der Ausatemphase kommt.
Die Bronchomalazie tritt nicht selten zusammen mit einer Tracheomalazie auf und wird dann auch als Tracheobronchomalazie  bezeichnet.

## Einteilung
Je nach Ursache können unterschieden werden:
- Primäre Form, angeborene Schwäche der Knorpelringe
- Sekundäre Form, erworbene, Schwächung der Knorpelringe aufgrund externer Kompression, nach längerer Intubation, eines Gefässringes oder einer Raumforderung, meist Bronchogenen Zyste

Es besteht eine Assoziation mit Ösophagusatresie, Tracheoösophagealer Fistel, VACTERL-Assoziation, angeborenen Herzfehlern und weiteren Syndromen.

## Klinische Erscheinungen
Leitsymptom ist ein hartnäckiger, nicht erklärbarer Stridor, oft bei Neugeborenen und Säuglingen, meist in den ersten Lebensjahren.

## Diagnostik
Die Diagnose kann endoskopisch durch Bronchoskopie oder durch virtuelle Bronchoskopie (mittels 3-D-Computertomografie) erfolgen.

## Therapie
Zur Behandlung kommen meist angepasste Formen der Beatmung sowie eventuell individuell angefertigte Implantate infrage.